# Dimos Larissa
Dimos Larissa (Larissa) är en kommun i Grekland.   Den ligger i prefekturen Nomós Larísis och regionen Thessalien, i den centrala delen av landet, 220 km nordväst om huvudstaden Aten. Antalet invånare är 145 981.